# Tarmia
Tarmia là một chi bướm ngày thuộc họ Bướm nâu.